# Oliver Neuville
Oliver Patric Neuville (Locarno, Suiza, 1 de mayo de 1973) es un exfutbolista y entrenador suizo naturalizado alemán que jugaba de delantero. Actualmente es segundo entrenador del Borussia Mönchengladbach de la Bundesliga alemana.
El año 2002 fue su cenit tanto en la selección germana, como en su club (Bayer Leverkusen). Sus características básicas y más reconocibles son su rapidez y la inteligencia en sus movimientos dentro del campo. Tras su gran actuación en la ya citada Copa del Mundo del 2002, no volvió a ser convocado hasta el Mundial de 2006 que se celebró en Alemania, y tiempo después en la Eurocopa de 2008 con el dorsal 10 en su espalda, en honor a todo lo dado al conjunto nacional alemán.
Neuville empezó su carrera en su nativa Suiza con el Servette (1992-96). También jugó en España para el Tenerife (1996-97), antes de irse a Alemania con el Hansa Rostock (1997-99) y después al Bayer Leverkusen (1999-2004), y al Borussia Mönchengladbach (2004-2010).
Después de elegir representar a Alemania a nivel internacional, jugó en el equipo que acabaría como segundo en la Copa Mundial de Fútbol de 2002, formando junto a Oliver Kahn y a Oliver Bierhoff el trío de "los tres Oliver" y anotando un gol en la segunda ronda contra Paraguay. Desde su debut contra Malta el 2 de septiembre de 1998, ha hecho nueve goles en 58 partidos internacionales.
En 2004 anotó un gol infame con su mano contra el 1. FC Kaiserslautern, el cual le costó una suspensión por dos partidos.
En un partido de la primera ronda de la Copa Mundial de Fútbol de 2006 contra Polonia, Neuville, quien era sustituto por Lukas Podolski, logró un gol con asistencia de David Odonkor, logrando una victoria de 1-0 en el minuto 91 en tiempo de compensación.

## Participaciones en Copas del Mundo
| Mundial                        | Sede                  | Resultado    |
| ------------------------------ | --------------------- | ------------ |
| Copa Mundial de Fútbol de 2002 | Corea del Sur y Japón | Subcampeón   |
| Copa Mundial de Fútbol de 2006 | Alemania              | Tercer lugar |

## Participaciones en Eurocopa
| Torneo        | Sede            | Resultado  |
| ------------- | --------------- | ---------- |
| Eurocopa 2008 | Austria y Suiza | Subcampeón |

## Clubes
| Club                     | País     | Año       |
| ------------------------ | -------- | --------- |
| Servette                 | Suiza    | 1992-1996 |
| Tenerife                 | España   | 1996-1997 |
| Hansa Rostock            | Alemania | 1997-1999 |
| Bayer Leverkusen         | Alemania | 1999-2004 |
| Borussia Mönchengladbach | Alemania | 2004-2010 |
| Arminia Bielefeld        | Alemania | 2010      |